# رایشوایلر
رایشوایلر (به آلمانی: Reichweiler) یک شهر در آلمان است که در Kusel واقع شده‌است. رایشوایلر ۵۵۱ نفر جمعیت دارد.